# Menthon (Veyle)
Der Menthon ist ein Bach im Südosten von Frankreich, der im Département Ain der Region Auvergne-Rhône-Alpes südöstlich der Stadt Mâcon verläuft.

## Geografie

### Verlauf
Der Menthon entspringt unter dem Namen Bief de l’Attaque im nördlichen Gemeindegebiet von Confrançon, entwässert nach einem anfänglichen Bogen über Nord generell Richtung Südsüdwest und mündet nach rund 13 Kilometern an der Gemeindegrenze von Perrex und Saint-Jean-sur-Veyle als rechter Nebenfluss in die Veyle. Im Mittelteil quert der Menthon die Autobahn A40 und in seinem Mündungsabschnitt die Bahnstrecke Mâcon–Ambérieu.

### Hydrologie
Der Bach weist saisonale Strömungsschwankungen auf, die typisch für das Saône-Becken sind. Im Sommer ist es zumeist trocken, was zu einem Tiefstwasserstand führt. Im Herbst, Winter und Frühling treten die Niederschläge relativ häufig auf und durch das geringe Sohlgefälle läuft das Wasser meist langsam ab, wodurch Überschwemmungen relativ groß sein können und über eine längere Zeitdauer bestehen.

### Orte am Fluss
(Reihenfolge in Fließrichtung)
- Grosbois, Gemeinde Saint-Didier-d’Aussiat
- Saint-Genis-sur-Menthon
- Saint-Cyr-sur-Menthon
- Corsant, Gemeinde Perrex
- Moulin Grand, Gemeinde Saint-Jean-sur-Veyle